# Siarhej Ameljantjuk

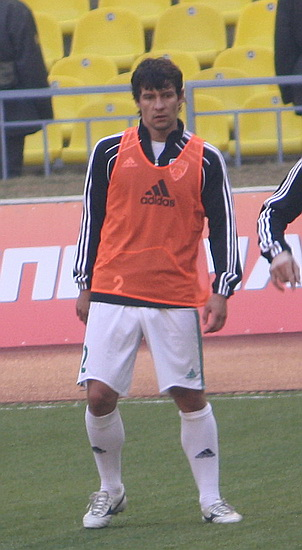
Siarhej Ameljantjuk

Sjarhej Pjatrovitj Ameljantjuk (vitryska: Сяргей Пятровіч Амельянчук, Siarhej Pjatrovitj Ameljantjuk eller Siarhjej Pjatrovič Amjeljančuk; ryska: Сергей Петрович Омельянчук, Sergej Petrovitj Omeljantjuk) född 8 augusti 1980, är en vitrysk fotbollsspelare som för närvarande spelar för den ryska klubben Tom Tomsk i Ryska Premier League. Ameljantjuk spelar även för Vitrysslands herrlandslag i fotboll.

### Fotnoter
1. ↑  ”Belarus - Record International Players”. rsssf. http://www.rsssf.com/miscellaneous/witr-recintlp.html. (engelska)